# هرنه

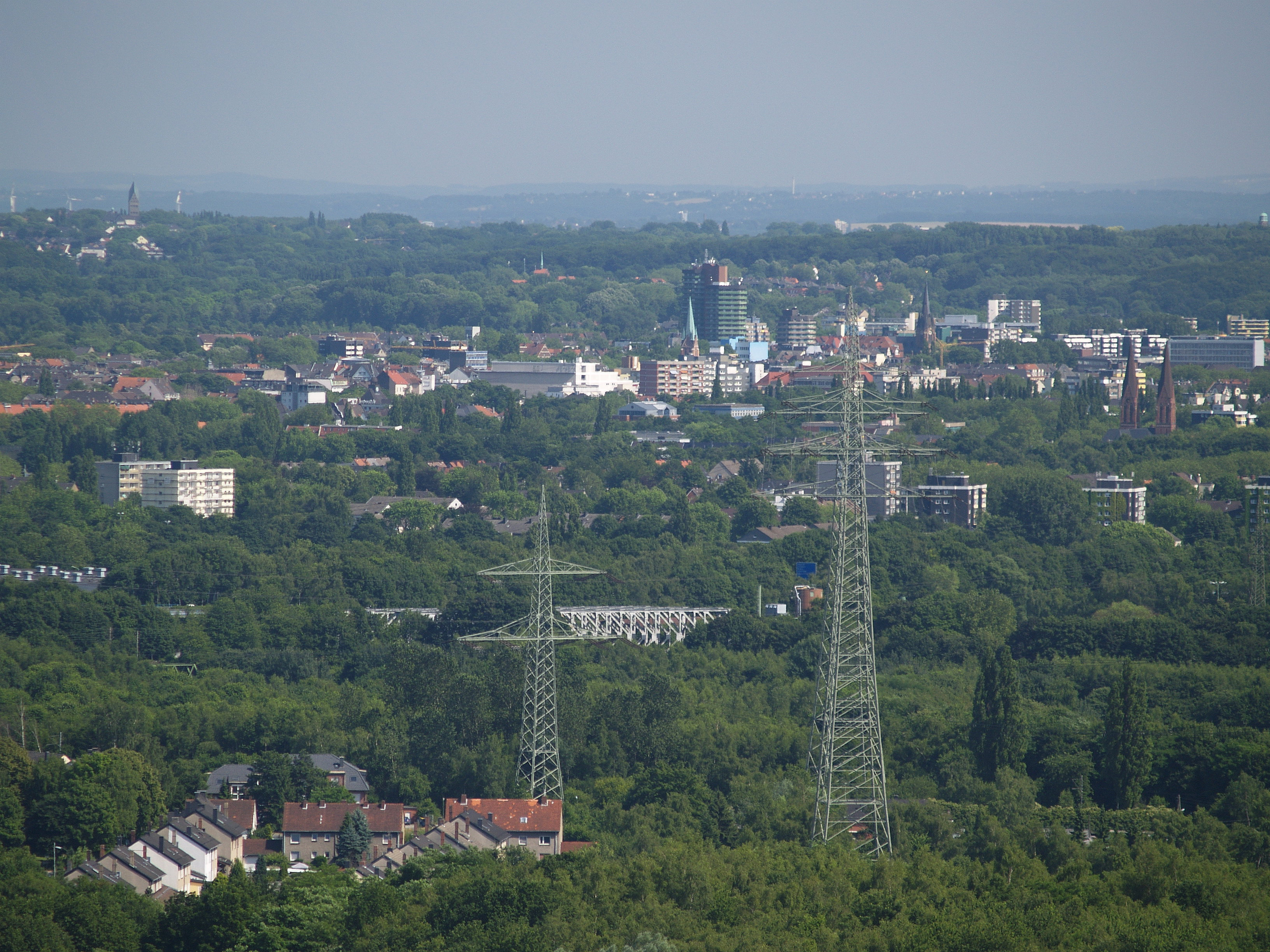
هرن

هرنه (ˈhɛʁnə) یکی از شهرهای ایالت نوردراین-وستفالن آلمان می‌باشد. این شهر در منطقه رور و در میان شهرهای بوخوم و گلزن‌کیرشن واقع شده‌است.
همانند اکثر شهرهای منطقه، هرنه تا سدهٔ نوزدهم میلادی روستای کوچکی بوده‌است. در این زمان پس از این‌که معادن زغال‌سنگ استخراج پیدا کردند و تولید فولاد آغاز شد، روستاهای منطقهٔ رور به مرور زمان به شهرهای بزرگی تبدیل شدند.